# Godfried I van Cuijk
Godfried I van Cuijk (ca. 1100 - ca. 1157) was een Nederlands edelman.
Godfried was zoon van Hendrik I van Cuijk (ca. 1070 - 1108), burggraaf van Utrecht, en Alveradis van Hochstaden (ca. 1080 - 1131). Zijn grootouders waren Herman van Malsen en Ida van Boulogne, en Gerard I van Hochstaden (ca. 1055 - 1137) en Aleydis van Wickrath (ca. 1065 - ca. 1120).

## Leven
Godfried was neef van bisschop Andries van Cuijk van Utrecht en werd door hem tot burggraaf van Utrecht benoemd. Samen met zijn moeder en zijn broer stichtte hij de Norbertijnerabdij van Mariënweerd. Hij trouwde met Ida, de erfdochter van Frederik van Werl-Arnsberg, en werd zo graaf van Arnsberg. Toen Godfrieds familie een huwelijk van een van hun nichten met Floris de Zwarte blokkeerde, verzamelde Floris een leger en viel het bisdom Utrecht binnen. Hij bezette de stad Utrecht en plunderde de Cuijkse bezittingen. Godfried en zijn broer Herman van Cuijk (1100-1170) verzamelden op hun beurt een leger een trokken naar Utrecht. Buiten de stad stuitten ze bij Abstede op Floris die daar aan het jagen was. Floris probeerde te vluchten maar zijn paard viel, waarna hij werd gegrepen en gedood (1133). Floris' broer Dirk VI van Holland en zijn neef keizer Lotharius III van Supplinburg hadden nu een persoonlijke vete met het huis van Cuijk. Dirk verwoestte de Cuijkse bezittingen en Lotharius bezette Arnsberg en nam Godfried en zijn broers al hun titels af. 
In 1136 stelden twaalf edelen zich borg voor de leden van het huis van Cuijck en werd hun straf verzacht. Ze kregen hun persoonlijke bezittingen terug maar niet hun leengoederen. Lotharius overleed in 1137 en zijn opvolger Koenraad III van Hohenstaufen herstelde Andries als bisschop van Utrecht en gaf Godfried en Herman ook hun leengoederen terug. Door de bemiddeling van Andries werd de vrede tussen Dirk en Herman en Godfried ook weer hersteld. Herman moest Dirk voortaan als zijn heer erkennen. De kloosterlingen van Mariënweerd moesten iedere dag voor het zielenheil van Floris de Zwarte bidden. De kinderen van Dirk en Godfried, Otto I van Bentheim en Alveradis van Cuijck, trouwden met elkaar. Godfried maakte carrière aan het hof, eerst onder Koenraad en daarna onder Frederik I van Hohenstaufen. Hij vergezelde deze keizers onder andere op reizen naar Italië. 

## Huwelijken en kinderen
Godfried trouwde omstreeks 1129 met Ida van Werl-Arnsberg, weduwe van Godfried van Cappenberg. Na haar overlijden trouwde hij met Heilwig van Rhenen, dochter van Godfried van Rhenen en Sophia van Bemmel. Godfried kreeg zes kinderen, de meeste of allemaal uit zijn eerste huwelijk:
- Hendrik van Arnsberg
- Alveradis (ovl. na 1205), erfgename van Malsen, gehuwd met Otto I van Bentheim
- Adelheid (ovl. na 1200), gehuwd met Everhard I van Berg-Altena
- Jutta (Ida), abdis van Sticht Herford
- onbekende dochter, getrouwd met Herman II van Virneburg
- Frederik, ca 1165 in gevangenschap overleden